# Timna Brauer
Timna Brauer   (Viena, 1 de maig de 1961) (hebreu: תמנה בראואר‎ ;) és una cantautora austríaca-israeliana. Col·labora amb el pianista israelià Elias Meiri. Va néixer a Àustria de pare austríac i mare israeliana. El seu pare és Arik Brauer. Són els pares de Jasmin i Jonathan.
Va representar Àustria al Festival de la Cançó d'Eurovisió de 1986, cantant "Die Zeit ist einsam" (anglès: Time is Lonely).
Brauer va participar en la tercera temporada del concurs de dansa de televisió austríaca Dancing Stars el 2007, arribant al desè lloc.

## Discografia seleccionada

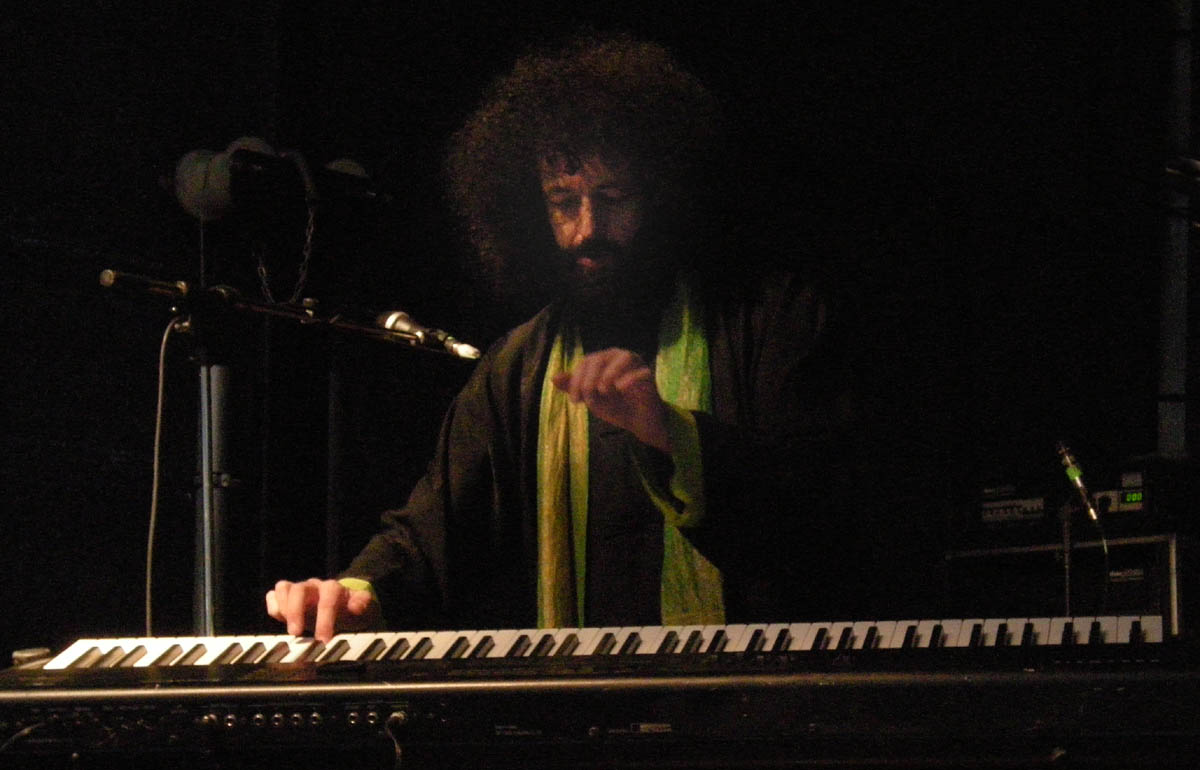
Elias Meiri

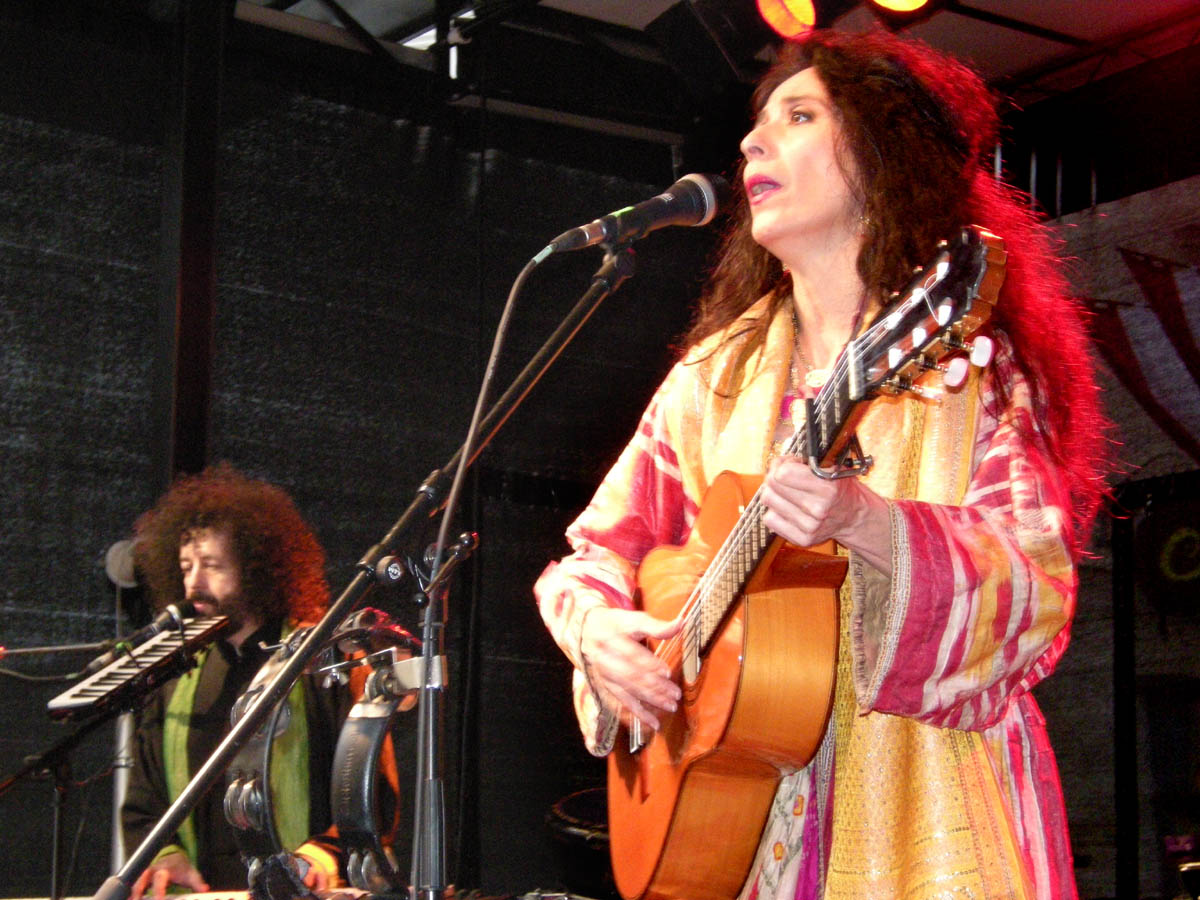
Timna Brauer i Elias Meiri, Viena, 2008

- 1987: Orient (Timna Brauer & Elias Meiri Ensemble)
- 1992: Mozart "Anders" (Timna Brauer & Elias Meiri Ensemble)
- 1996: Tefila-Prayer / Jewish Spirituals (Timna Brauer)
- 1997: Chansons et violons (Timna Brauer i Elias Meiri)
- 1999: Die Brauers (La família Brauer - 3 generacions)
- 2001: Cançons d'Evita (Timna Brauer)
- 2001: Voices for Peace (Timna Brauer i diversos cors)
- 2005: Kinderlieder aus Europa: CD + Fullet informatiu (Timna Brauer & Elias Meiri Ensemble + Infantil)
- 2006: Der kleine Mozart: Escolta i reprodueix CD per a nens (Timna Brauer i Elias Meiri Ensemble)